# Berkesd, Baranya
Berkesd este un sat în districtul Pécs, județul Baranya, Ungaria, având o populație de 866 de locuitori (2011). 

## Demografie
Componența etnică a satului Berkesd
     Maghiari (79,48%)
     Romi (12,2%)
     Germani (8,32%)
Componența confesională a satului Berkesd
     Romano-catolici (60,74%)
     Fără religie (8,08%)
     Reformați (2,31%)
     Necunoscută (28,06%)
     Luterani (0,81%)
     Alte religii (1,5%)
Conform recensământului din 2011, satul Berkesd avea 866 de locuitori. Din punct de vedere etnic, majoritatea locuitorilor (79,48%) erau maghiari, existând și minorități de romi (12,2%) și germani (8,32%).  Din punct de vedere confesional, majoritatea locuitorilor (60,74%) erau romano-catolici, existând și minorități de persoane fără religie (8,08%) și reformați (2,31%). Pentru 28,06% din locuitori nu este cunoscută apartenența confesională.